# Hanshumba brasura
Hanshumba brasura är en insektsart som beskrevs av Young 1977. Hanshumba brasura ingår i släktet Hanshumba och familjen dvärgstritar. Inga underarter finns listade i Catalogue of Life.